# ホン・ククヒョン
ホン・ククヒョン（Hong Kuk Hyon 1990年7月1日 - ）は北朝鮮の南浦特別市出身の柔道選手。階級は73kg級。身長179cm。

## 人物
2010年のアジア大会では3位になった。2013年のアジア選手権では優勝を飾るも、東アジア大会では3位だった。2014年8月の世界選手権では決勝まで進むも、日本の中矢力に一本負けを喫して2位だった。9月のアジア大会では3位となった。2015年の世界選手権では準決勝で中矢に一本負けすると、3位決定戦でも敗れて5位にとどまった。2016年のリオデジャネイロオリンピックでは初戦で敗れた。

## 主な戦績
- 2010年 - ワールドカップ・マドリード　2位
- 2010年 - アジア大会　3位
- 2011年 - アジア選手権　7位
- 2011年 - グランプリ・青島　5位
- 2013年 - アジア選手権　優勝
- 2013年 - 東アジア大会　3位
- 2014年 - グランプリ・ウランバートル　3位
- 2014年 - 世界選手権 2位
- 2014年 - アジア大会　3位
- 2014年 - グランプリ・青島　優勝
- 2015年 - アジア選手権　5位
- 2015年 - 世界選手権　5位

(出典、JudoInside.com)。